# Kulikup
Kulikup är en ort i Australien. Den ligger i kommunen Boyup Brook och delstaten Western Australia, omkring 220 kilometer söder om delstatshuvudstaden Perth. Orten hade 143 invånare år 2021.